# Libertad, Sinaloa
Libertad är en ort i Mexiko.   Den ligger i kommunen Culiacán och delstaten Sinaloa, i den västra delen av landet, 1 000 km nordväst om huvudstaden Mexico City. Libertad ligger 67 meter över havet och antalet invånare är 375.
Terrängen runt Libertad är platt. Runt Libertad är det mycket glesbefolkat, med 6 invånare per kvadratkilometer. Närmaste större samhälle är Quila, 5,6 km söder om Libertad. Omgivningarna runt Libertad är en mosaik av jordbruksmark och naturlig växtlighet.